# Републикански път III-864
Републикански път IIІ-864 е третокласен път, част от Републиканската пътна мрежа на България, преминаващ изцяло по територията на Смолянска област. Дължината му е 10,1 km.
Пътят се отклонява надясно при 85,9 km на Републикански път II-86 югозападно от село Проглед и се насочва на юг по най-горната част от долината на Чепеларска река. При курортния комплекс Пампорово, завива на запад, преодолява билото на Переликско-Преспанския дял на Родопите и по долината на Широколъшка река (десен приток на Въча) слиза до село Стойките, където се свързва с Републикански път III-866 при неговия 27,4 km.
В курортния комплекс Пампорово наляво се отделя Републикански път III-8641 (11,4 km), който северозападно от град Смолян се свързва с Републикански път III-866 при неговия 13,6 km.
| Пътища, отклоняващи се надясно (населено място, № на пътя, посока на пътя) | km   | Пътища, отклоняващи се наляво (посока на пътя, № на пътя, населено място) |
| -------------------------------------------------------------------------- | ---- | ------------------------------------------------------------------------- |
| Община Чепеларе, II-86, 85,9 km →                                          | 0,0  | → 85,9 km, II-86, Община Чепеларе                                         |
| к.к. Пампорово                                                             | 4,0  | → к.к. Пампорово, 0 km, III-8641 (до 13,6 km на III-866)                  |
| Община Смолян                                                              | 4,7  | Община Смолян                                                             |
| (до 210,3 km на I-8) III-866, 27,4 km, с. Стойките ←                       | 10,1 | ← с. Стойките, 27,4 km, III-866 (от кв. „Устово“ на гр. Смолян)           |